# Awudu Abass
Abass Awudu Abass (Como, 27 gennaio 1993) è un cestista italiano con cittadinanza ghanese, che gioca come ala piccola.

## Biografia
Abass è nato e cresciuto a Como.

## Carriera

### Club
A 13 anni, proveniente dall'Antoniana Como, è entrato nel vivaio della Pallacanestro Cantù, con cui è cresciuto e ha poi esordito in Serie A nella stagione 2010-2011. Ha esordito in Eurolega nella stagione successiva, segnando anche 5 punti nella sfida con il Real Madrid.
Nella stagione 2014-15, a soli 22 anni, gli è stato affidato il ruolo di capitano riuscendo a scendere sul parquet in tutti i 35 incontri disputati dal proprio club.
Durante i playoff contro la Reyer Venezia ha sfoggiato delle grandi prestazioni mettendo a segno 19 punti con 100% da due in gara 4 portando la serie di quarti di finale a gara 5.
Viene confermato nella stagione 2015-16, assumendo un ruolo di prim'ordine all'interno della squadra.
In occasione della gara esterna contro la Reyer Venezia del 6 dicembre 2015, fa registrare una prestazione da 34 punti, suo massimo in carriera.
Il 10 gennaio 2016 vince la gara delle schiacciate nell'ambito dell'All Star Game, indossando la maglia di Kobe Bryant.
Il 29 giugno seguente sfrutta una clausola presente nel suo contratto e si svincola da Cantù, firmando poi il 1º luglio 2016 con l'Olimpia Milano.
Il 19 luglio 2018 firma un contratto biennale con Brescia.
Il 15 giugno 2020 firma un contratto pluriennale con la Virtus Bologna. L’11 Giugno 2021 vince il suo secondo scudetto battendo in finale Milano per 4-0. 

### Nazionale
Nel 2012 ha partecipato, con l'Italia under 20, all'Europeo di categoria, concluso con 8,5 punti e 5,6 rimbalzi di media nei 23 minuti giocati a partita.
Il 16 dicembre 2012 ha esordito in Nazionale maggiore, disputando l'All Star Game contro la selezione dei migliori giocatori stranieri della Serie A.
Convocato anche l'anno successivo in Nazionale Under-20, contribuisce alla conquista dell'Europeo Under-20 2013 con una media di 23,6 minuti, 11,6 punti e 4,7 rimbalzi a partita e viene inserito nel miglior quintetto della manifestazione con il connazionale Amedeo Della Valle.
Ha disputato inoltre, con la nazionale maggiore, anche l'edizione 2014 dell'All Star Game.
Nel giugno del 2015 ha partecipato all'Euro Camp, entrando nel miglior quintetto. Questa prestazione gli ha dato la possibilità di mettersi ulteriormente in mostra ed entrare nella lista degli eleggibili al Draft NBA 2015, senza però essere scelto.
Nel 2017 disputa le qualificazioni e le fasi finali dei Campionati Europei arrivando fino ai quarti di finale, dove la nazionale viene battuta il 13 settembre dalla Serbia.
Partecipa al Torneo di qualificazione per le Olimpiadi di Tokio, in Serbia. Il 1 luglio 2021 con l'Italia batte il Porto Rico e due giorni dopo la Rep. Dominicana. Il 4 luglio, non entra in campo nella finale del Preolimpico, con la Nazionale che battendo la Serbia si qualifica per le Olimpiadi di Tokyo. per le quali non viene convocato.

## Statistiche

### Serie A
Serie A stagione regolare
| Stagione        | Squadra                      | Competizione | Partite | Partite | Partite | Statistiche tiro | Statistiche tiro | Statistiche tiro | Altre statistiche | Altre statistiche | Altre statistiche | Altre statistiche | Altre statistiche |
| Stagione        | Squadra                      | Competizione | Pres.   | Titol.  | Minuti  | Tiri da 2        | Tiri da 3        | Liberi           | Rimb.             | Assist            | Rubate            | Stopp.            | Punti             |
| --------------- | ---------------------------- | ------------ | ------- | ------- | ------- | ---------------- | ---------------- | ---------------- | ----------------- | ----------------- | ----------------- | ----------------- | ----------------- |
| 2010-2011       | Pallacanestro Cantù          | Serie A      | 1       | 0       | 1       | 0/0              | 0/0              | 0/0              | 0                 | 0                 | 0                 | 0                 | 0                 |
| 2011-2012       | Pallacanestro Cantù          | Serie A      | 1       | 0       | 2       | 0/1              | 0/0              | 0/2              | 1                 | 0                 | 0                 | 0                 | 0                 |
| 2012-2013       | Pallacanestro Cantù          | Serie A      | 8       | 0       | 19      | 1/3              | 0/2              | 0/0              | 2                 | 0                 | 0                 | 1                 | 2                 |
| 2013-2014       | Pallacanestro Cantù          | Serie A      | 27      | 4       | 287     | 24/44            | 12/32            | 11/14            | 57                | 9                 | 4                 | 6                 | 95                |
| 2014-2015       | Pallacanestro Cantù          | Serie A      | 30      | 1       | 514     | 36/68            | 19/62            | 25/39            | 88                | 19                | 12                | 10                | 154               |
| 2015-2016       | Pallacanestro Cantù          | Serie A      | 30      | 30      | 918     | 83/151           | 53/151           | 69/93            | 175               | 50                | 32                | 12                | 394               |
| 2016-2017       | Olimpia Milano               | Serie A      | 29      | 18      | 524     | 40/78            | 24/59            | 38/42            | 66                | 24                | 18                | 8                 | 190               |
| 2017-2018       | Olimpia Milano               | Serie A      | 26      | 9       | 407     | 24/42            | 16/46            | 18/26            | 61                | 17                | 20                | 3                 | 114               |
| 2018-2019       | Leonessa Brescia             | Serie A      | 30      | 30      | 946     | 114/229          | 32/119           | 93/118           | 138               | 48                | 32                | 13                | 417               |
| 2019-2020       | Leonessa Brescia             | Serie A      | 21      | 18      | 583     | 53/104           | 39/102           | 74/83            | 92                | 27                | 25                | 9                 | 297               |
| 2020-2021       | Virtus Pallacanestro Bologna | Serie A      | 26      | 5       | 463     | 43/76            | 16/56            | 40/48            | 68                | 17                | 14                | 8                 | 174               |
| 2021-2022       | Virtus Pallacanestro Bologna | Serie A      | 1       | 0       | 2       | 0/0              | 0/0              | 0/0              | 0                 | 0                 | 1                 | 0                 | 0                 |
| 2022-2023       | Virtus Pallacanestro Bologna | Serie A      | 10      | 2       | 119     | 1/6              | 4/16             | 5/5              | 15                | 3                 | 0                 | 0                 | 19                |
| 2023-2024       | Virtus Pallacanestro Bologna | Serie A      | 29      | 7       | 525     | 28/54            | 41/103           | 39/48            | 59                | 12                | 19                | 9                 | 218               |
| Totale carriera |                              |              |         |         |         |                  |                  |                  |                   |                   |                   |                   |                   |

Serie A Play-off
| Stagione        | Squadra             | Competizione    | Partite | Partite | Partite | Statistiche tiro | Statistiche tiro | Statistiche tiro | Altre statistiche | Altre statistiche | Altre statistiche | Altre statistiche | Altre statistiche |
| Stagione        | Squadra             | Competizione    | Pres.   | Titol.  | Minuti  | Tiri da 2        | Tiri da 3        | Liberi           | Rimb.             | Assist            | Rubate            | Stopp.            | Punti             |
| --------------- | ------------------- | --------------- | ------- | ------- | ------- | ---------------- | ---------------- | ---------------- | ----------------- | ----------------- | ----------------- | ----------------- | ----------------- |
| 2011-2012       | Pallacanestro Cantù | Playoff Serie A | 1       | 0       | 1       | 0/0              | 0/0              | 0/0              | 0                 | 0                 | 0                 | 0                 | 0                 |
| 2012-2013       | Pallacanestro Cantù | Playoff Serie A | 1       | 0       | 1       | 0/0              | 0/0              | 0/0              | 0                 | 0                 | 1                 | 0                 | 0                 |
| 2013-2014       | Pallacanestro Cantù | Playoff Serie A | 3       | 0       | 23      | 1/1              | 0/4              | 2/4              | 5                 | 3                 | 0                 | 1                 | 4                 |
| 2014-2015       | Pallacanestro Cantù | Playoff Serie A | 5       | 3       | 118     | 8/15             | 5/15             | 14/19            | 25                | 3                 | 3                 | 2                 | 45                |
| 2016-2017       | Olimpia Milano      | Playoff Serie A | 8       | 1       | 128     | 13/25            | 3/16             | 5/11             | 18                | 4                 | 7                 | 3                 | 40                |
| 2017-2018       | Olimpia Milano      | Playoff Serie A | 8       | 0       | 46      | 1/2              | 0/5              | 0/0              | 7                 | 0                 | 0                 | 3                 | 2                 |
| Totale carriera |                     |                 |         |         |         |                  |                  |                  |                   |                   |                   |                   |                   |

### Eurolega
| Anno      | Squadra        | PG | PT | MP   | TC%  | 3P%  | TL%  | RP  | AP  | PRP | SP  | PP  |
| --------- | -------------- | -- | -- | ---- | ---- | ---- | ---- | --- | --- | --- | --- | --- |
| 2012-2013 | Pall. Cantù    | 2  | 0  | 18,4 | 25,0 | 20,0 | -    | 6,0 | 0,0 | 1,0 | 0,0 | 3,5 |
| 2016-2017 | Olimpia Milano | 23 | 11 | 16,0 | 42,0 | 42,1 | 84,0 | 1,9 | 0,5 | 0,4 | 0,3 | 4,6 |
| 2017-2018 | Olimpia Milano | 10 | 0  | 4,8  | 20,0 | 12,5 | 66,7 | 1,1 | 0,2 | 0,5 | 0,0 | 0,9 |
| 2022-2023 | Virtus Bologna | 7  | 3  | 16,7 | 58,1 | 58,8 | 100  | 1,0 | 0,7 | 0,6 | 0,3 | 6,7 |
| 2023-2024 | Virtus Bologna | 31 | 2  | 12,9 | 41,0 | 31,6 | 84,6 | 1,7 | 0,4 | 0,4 | 0,1 | 4,4 |
| Carriera  | Carriera       | 73 | 16 | 13,3 | 41,4 | 36,1 | 83,3 | 1,7 | 0,4 | 0,4 | 0,2 | 4,2 |

### Eurocup
| Anno      | Squadra        | PG | PT | MP   | TC%  | 3P%  | TL%  | RP  | AP  | PRP | SP  | PP   |
| --------- | -------------- | -- | -- | ---- | ---- | ---- | ---- | --- | --- | --- | --- | ---- |
| 2013-2014 | Pall. Cantù    | 11 | 1  | 9,4  | 48,3 | 36,4 | 80,0 | 1,3 | 0,4 | 0,2 | 0,2 | 3,3  |
| 2014-2015 | Pall. Cantù    | 17 | 2  | 17,5 | 36,7 | 26,0 | 88,2 | 2,4 | 0,6 | 0,5 | 0,2 | 5,5  |
| 2018-2019 | Brescia        | 10 | 10 | 29,0 | 42,1 | 26,5 | 79,2 | 6,3 | 1,5 | 0,6 | 0,2 | 10,8 |
| 2019-2020 | Brescia        | 15 | 15 | 26,5 | 44,6 | 33,9 | 88,9 | 4,8 | 2,0 | 0,7 | 0,3 | 12,3 |
| 2020-2021 | Virtus Bologna | 19 | 3  | 15,1 | 49,3 | 42,4 | 90,3 | 2,0 | 0,7 | 0,5 | 0,4 | 5,7  |
| Carriera  | Carriera       | 72 | 31 | 19,1 | 43,3 | 32,1 | 86,9 | 3,2 | 1,0 | 0,5 | 0,3 | 7,4  |

### Nazionale
| Cronologia completa delle presenze e dei punti in Nazionale - Italia | Cronologia completa delle presenze e dei punti in Nazionale - Italia | Cronologia completa delle presenze e dei punti in Nazionale - Italia | Cronologia completa delle presenze e dei punti in Nazionale - Italia | Cronologia completa delle presenze e dei punti in Nazionale - Italia | Cronologia completa delle presenze e dei punti in Nazionale - Italia | Cronologia completa delle presenze e dei punti in Nazionale - Italia | Cronologia completa delle presenze e dei punti in Nazionale - Italia |
| Data                                                                 | Città                                                                | In casa                                                              | Risultato                                                            | Ospiti                                                               | Competizione                                                         | Punti                                                                | Note                                                                 |
| -------------------------------------------------------------------- | -------------------------------------------------------------------- | -------------------------------------------------------------------- | -------------------------------------------------------------------- | -------------------------------------------------------------------- | -------------------------------------------------------------------- | -------------------------------------------------------------------- | -------------------------------------------------------------------- |
| 16/02/2012                                                           | Biella                                                               | Italia                                                               | 107 - 92                                                             | World Stars                                                          | All Star Game                                                        | 1                                                                    | [ 14 ]                                                               |
| 13/04/2014                                                           | Ancona                                                               | Italia                                                               | 76 - 59                                                              | World Stars                                                          | All Star Game                                                        | 0                                                                    | [ 15 ]                                                               |
| 17/06/2016                                                           | Trento                                                               | Italia                                                               | 78 - 48                                                              | Rep. Ceca                                                            | Torneo amichevole                                                    | 2                                                                    | [ 16 ]                                                               |
| 18/06/2016                                                           | Trento                                                               | Italia                                                               | 87 - 58                                                              | Cina                                                                 | Torneo amichevole                                                    | 8                                                                    | [ 17 ]                                                               |
| 25/06/2016                                                           | Bologna                                                              | Italia                                                               | 106 - 70                                                             | Filippine                                                            | Torneo amichevole                                                    | 7                                                                    | [ 18 ]                                                               |
| 26/06/2016                                                           | Bologna                                                              | Italia                                                               | 71 - 74                                                              | Canada                                                               | Torneo amichevole                                                    | 2                                                                    | [ 19 ]                                                               |
| 30/06/2016                                                           | Biella                                                               | Italia                                                               | 83 - 70                                                              | Porto Rico                                                           | Torneo amichevole                                                    | 0                                                                    | [ 20 ]                                                               |
| 30/07/2017                                                           | Trento                                                               | Italia                                                               | 66 - 57                                                              | Paesi Bassi                                                          | Torneo amichevole                                                    | 5                                                                    | [ 21 ]                                                               |
| 09/08/2017                                                           | Cagliari                                                             | Italia                                                               | 74 - 68                                                              | Finlandia                                                            | Amichevole                                                           | 8                                                                    | [ 22 ]                                                               |
| 11/08/2017                                                           | Cagliari                                                             | Italia                                                               | 75 - 70                                                              | Finlandia                                                            | Torneo amichevole                                                    | 2                                                                    | [ 23 ]                                                               |
| 13/08/2017                                                           | Cagliari                                                             | Italia                                                               | 73 - 53                                                              | Turchia                                                              | Torneo amichevole                                                    | 2                                                                    | [ 24 ]                                                               |
| 18/08/2017                                                           | Tolosa                                                               | Montenegro                                                           | 66 - 67                                                              | Italia                                                               | Torneo amichevole                                                    | 2                                                                    | [ 25 ]                                                               |
| 19/08/2017                                                           | Tolosa                                                               | Belgio                                                               | 80 - 60                                                              | Italia                                                               | Torneo amichevole                                                    | 0                                                                    | [ 26 ]                                                               |
| 20/08/2017                                                           | Tolosa                                                               | Francia                                                              | 88 - 63                                                              | Italia                                                               | Torneo amichevole                                                    | 2                                                                    | [ 27 ]                                                               |
| 23/08/2017                                                           | Atene                                                                | Serbia                                                               | 73 - 65                                                              | Italia                                                               | Torneo Acropolis 2017                                                | 0                                                                    | [ 28 ]                                                               |
| 24/08/2017                                                           | Atene                                                                | Grecia                                                               | 73 - 70 dts                                                          | Italia                                                               | Torneo Acropolis 2017                                                | 2                                                                    | [ 29 ]                                                               |
| 25/08/2017                                                           | Atene                                                                | Georgia                                                              | 65 - 73                                                              | Italia                                                               | Torneo Acropolis 2017                                                | 0                                                                    | [ 30 ]                                                               |
| 31/08/2017                                                           | Tel Aviv                                                             | Israele                                                              | 48 - 69                                                              | Italia                                                               | EuroBasket 2017 - Fase a gironi                                      | 0                                                                    | [ 31 ]                                                               |
| 02/09/2017                                                           | Tel Aviv                                                             | Ucraina                                                              | 66 - 78                                                              | Italia                                                               | EuroBasket 2017 - Fase a gironi                                      | 0                                                                    | [ 32 ]                                                               |
| 03/09/2017                                                           | Tel Aviv                                                             | Lituania                                                             | 78 - 73                                                              | Italia                                                               | EuroBasket 2017 - Fase a gironi                                      | 0                                                                    | [ 33 ]                                                               |
| 05/09/2017                                                           | Tel Aviv                                                             | Germania                                                             | 61 - 55                                                              | Italia                                                               | EuroBasket 2017 - Fase a gironi                                      | 0                                                                    | [ 34 ]                                                               |
| 06/09/2017                                                           | Tel Aviv                                                             | Georgia                                                              | 69 - 71                                                              | Italia                                                               | EuroBasket 2017 - Fase a gironi                                      | 0                                                                    | [ 35 ]                                                               |
| 09/09/2017                                                           | Istanbul                                                             | Finlandia                                                            | 57 - 70                                                              | Italia                                                               | EuroBasket 2017 - Ottavi                                             | 0                                                                    | [ 36 ]                                                               |
| 13/09/2017                                                           | Istanbul                                                             | Italia                                                               | 67 - 83                                                              | Serbia                                                               | EuroBasket 2017 - Quarti                                             | 0                                                                    | [ 37 ]                                                               |
| 24/11/2017                                                           | Torino                                                               | Italia                                                               | 75 - 70                                                              | Romania                                                              | Qual. Mondiali 2019                                                  | 5                                                                    | [ 38 ]                                                               |
| 26/11/2017                                                           | Zagabria                                                             | Croazia                                                              | 64 - 80                                                              | Italia                                                               | Qual. Mondiali 2019                                                  | 13                                                                   | [ 39 ]                                                               |
| 23/02/2018                                                           | Treviso                                                              | Italia                                                               | 80 - 62                                                              | Paesi Bassi                                                          | Qual. Mondiali 2019                                                  | 13                                                                   | [ 40 ]                                                               |
| 26/02/2018                                                           | Cluj-Napoca                                                          | Romania                                                              | 50 - 101                                                             | Italia                                                               | Qual. Mondiali 2019                                                  | 13                                                                   | [ 41 ]                                                               |
| 28/06/2018                                                           | Trieste                                                              | Italia                                                               | 72 - 78                                                              | Croazia                                                              | Qual. Mondiali 2019                                                  | 14                                                                   | [ 42 ]                                                               |
| 01/07/2018                                                           | Groninga                                                             | Paesi Bassi                                                          | 81 - 66                                                              | Italia                                                               | Qual. Mondiali 2019                                                  | 18                                                                   | [ 43 ]                                                               |
| 07/09/2018                                                           | Amburgo                                                              | Rep. Ceca                                                            | 87 - 80                                                              | Italia                                                               | Torneo amichevole                                                    | 13                                                                   | [ 44 ]                                                               |
| 08/09/2018                                                           | Amburgo                                                              | Germania                                                             | 62 - 71                                                              | Italia                                                               | Torneo amichevole                                                    | 2                                                                    | [ 45 ]                                                               |
| 14/09/2018                                                           | Bologna                                                              | Italia                                                               | 101 - 82                                                             | Polonia                                                              | Qual. Mondiali 2019                                                  | 3                                                                    | [ 46 ]                                                               |
| 17/09/2018                                                           | Debrecen                                                             | Ungheria                                                             | 63 - 69                                                              | Italia                                                               | Qual. Mondiali 2019                                                  | 5                                                                    | [ 47 ]                                                               |
| 29/11/2018                                                           | Brescia                                                              | Italia                                                               | 70 - 65                                                              | Lituania                                                             | Qual. Mondiali 2019                                                  | 13                                                                   | [ 48 ]                                                               |
| 02/12/2018                                                           | Danzica                                                              | Polonia                                                              | 94 - 78                                                              | Italia                                                               | Qual. Mondiali 2019                                                  | 13                                                                   | [ 49 ]                                                               |
| 22/02/2019                                                           | Varese                                                               | Italia                                                               | 75 - 41                                                              | Ungheria                                                             | Qual. Mondiali 2019                                                  | 8                                                                    | [ 50 ]                                                               |
| 25/02/2019                                                           | Klaipėda                                                             | Lituania                                                             | 86 - 73                                                              | Italia                                                               | Qual. Mondiali 2019                                                  | 6                                                                    | [ 51 ]                                                               |
| 30/07/2019                                                           | Trento                                                               | Italia                                                               | 88 - 60                                                              | Romania                                                              | Torneo amichevole                                                    | 10                                                                   | [ 52 ]                                                               |
| 31/07/2019                                                           | Trento                                                               | Italia                                                               | 69 - 58                                                              | Costa d'Avorio                                                       | Torneo amichevole                                                    | 5                                                                    | [ 53 ]                                                               |
| 08/08/2019                                                           | Verona                                                               | Italia                                                               | 111 - 54                                                             | Senegal                                                              | Torneo amichevole                                                    | 13                                                                   | [ 54 ]                                                               |
| 09/08/2019                                                           | Verona                                                               | Italia                                                               | 70 - 72                                                              | Russia                                                               | Torneo amichevole                                                    | 7                                                                    | [ 55 ]                                                               |
| 10/08/2019                                                           | Verona                                                               | Italia                                                               | 72 - 54                                                              | Venezuela                                                            | Torneo amichevole                                                    | 16                                                                   | [ 56 ]                                                               |
| 16/08/2019                                                           | Atene                                                                | Grecia                                                               | 83 - 63                                                              | Italia                                                               | Torneo Acropolis 2019                                                | 6                                                                    | [ 57 ]                                                               |
| 17/08/2019                                                           | Atene                                                                | Italia                                                               | 64 - 96                                                              | Serbia                                                               | Torneo Acropolis 2019                                                | 9                                                                    | [ 58 ]                                                               |
| 18/08/2019                                                           | Atene                                                                | Italia                                                               | 70 - 72                                                              | Turchia                                                              | Torneo Acropolis 2019                                                | 1                                                                    | [ 59 ]                                                               |
| 23/08/2019                                                           | Shenyang                                                             | Italia                                                               | 65 - 71                                                              | Serbia                                                               | Torneo amichevole                                                    | 3                                                                    | [ 60 ]                                                               |
| 25/08/2019                                                           | Shenyang                                                             | Italia                                                               | 80 - 82                                                              | Francia                                                              | Torneo amichevole                                                    | 7                                                                    | [ 61 ]                                                               |
| 26/08/2019                                                           | Anshan                                                               | Italia                                                               | 82 - 88                                                              | Nuova Zelanda                                                        | Torneo amichevole                                                    | 3                                                                    | [ 62 ]                                                               |
| 31/08/2019                                                           | Foshan                                                               | Italia                                                               | 108 - 62                                                             | Filippine                                                            | Mondiali 2019 - 1ª fase a gironi                                     | 2                                                                    | [ 63 ]                                                               |
| 02/09/2019                                                           | Foshan                                                               | Italia                                                               | 92 - 61                                                              | Angola                                                               | Mondiali 2019 - 1ª fase a gironi                                     | 11                                                                   | [ 64 ]                                                               |
| 04/09/2019                                                           | Foshan                                                               | Italia                                                               | 77 - 92                                                              | Serbia                                                               | Mondiali 2019 - 1ª fase a gironi                                     | 5                                                                    | [ 65 ]                                                               |
| 06/09/2019                                                           | Wuhan                                                                | Italia                                                               | 60 - 67                                                              | Spagna                                                               | Mondiali 2019 - 2ª fase a gironi                                     | 0                                                                    | [ 66 ]                                                               |
| 08/09/2019                                                           | Wuhan                                                                | Italia                                                               | 94 - 89 dts                                                          | Porto Rico                                                           | Mondiali 2019 - 2ª fase a gironi                                     | 14                                                                   | [ 67 ]                                                               |
| 01/07/2021                                                           | Belgrado                                                             | Italia                                                               | 90 - 83                                                              | Porto Rico                                                           | Qual. Olimpiadi 2021                                                 | 2                                                                    | [ 68 ]                                                               |
| 03/07/2021                                                           | Belgrado                                                             | Italia                                                               | 79 - 59                                                              | Rep. Dominicana                                                      | Qual. Olimpiadi 2021                                                 | 3                                                                    | [ 69 ]                                                               |
| 04/07/2021                                                           | Belgrado                                                             | Serbia                                                               | 95 - 102                                                             | Italia                                                               | Qual. Olimpiadi 2021                                                 | 0                                                                    | [ 70 ]                                                               |
| 23/06/2024                                                           | Trento                                                               | Italia                                                               | 79 - 68                                                              | Georgia                                                              | Torneo amichevole                                                    | 8                                                                    | [ 71 ]                                                               |
| 25/06/2024                                                           | Madrid                                                               | Spagna                                                               | 84 - 87 dts                                                          | Italia                                                               | Amichevole                                                           | 0                                                                    | [ 72 ]                                                               |
| 03/07/2024                                                           | San Juan                                                             | Italia                                                               | 114 - 53                                                             | Bahrein                                                              | Qual. Olimpiadi 2024                                                 | 11                                                                   | [ 73 ]                                                               |
| 05/07/2024                                                           | San Juan                                                             | Porto Rico                                                           | 80 - 69                                                              | Italia                                                               | Qual. Olimpiadi 2024                                                 | 8                                                                    | [ 74 ]                                                               |
| 07/07/2024                                                           | San Juan                                                             | Italia                                                               | 64 - 88                                                              | Lituania                                                             | Qual. Olimpiadi 2024                                                 | 0                                                                    | [ 75 ]                                                               |
| Totale                                                               |                                                                      | Presenze                                                             | 62                                                                   |                                                                      | Punti                                                                | 326                                                                  |                                                                      |

## Palmarès

### Club

#### Competizioni nazionali
- Supercoppa italiana: 6

Pallacanestro Cantù: 2012
Olimpia Milano: 2016, 2017
Virtus Bologna: 2021, 2022, 2023
- Coppa Italia: 1

Olimpia Milano: 2017
- Campionato italiano: 2

Olimpia Milano: 2017-18
Virtus Bologna: 2020-21

#### Competizioni internazionali
- Eurocup: 1

Virtus Bologna: 2021-22

### Nazionale
- Europei Under-20: 1

 Estonia 2013